# 越前町
越前町（えちぜんちょう）は、福井県嶺北地方西端の町。

## 概要
日本海に突き出た越前岬がある。古くから越前焼陶器の産地としても知られ、数多くの窯元が同町に所在する。
従来は、越前町を東西に貫く国道417号線によって越前海岸から鯖江盆地へ活発な物流や多くの交通量があり、現越前町役場が位置する旧朝日地区は、福井市・鯖江市・越前市に交通の便が良い土地として栄えた。
また、昨今は旧朝日地区に朝日南部工業団地が造成され、県外からの企業誘致も積極的に行っている。

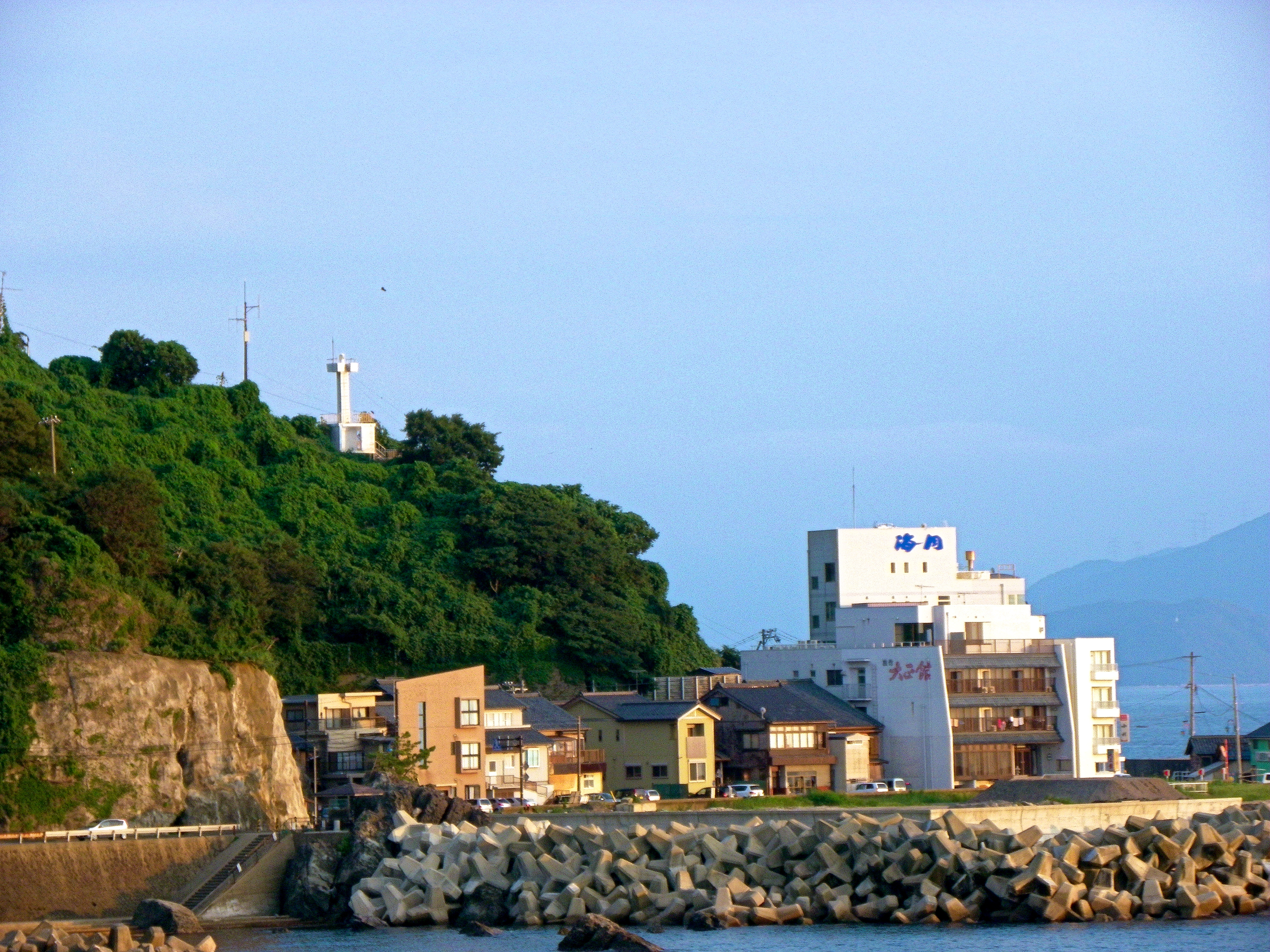
米ノ浦集落と干飯崎灯台
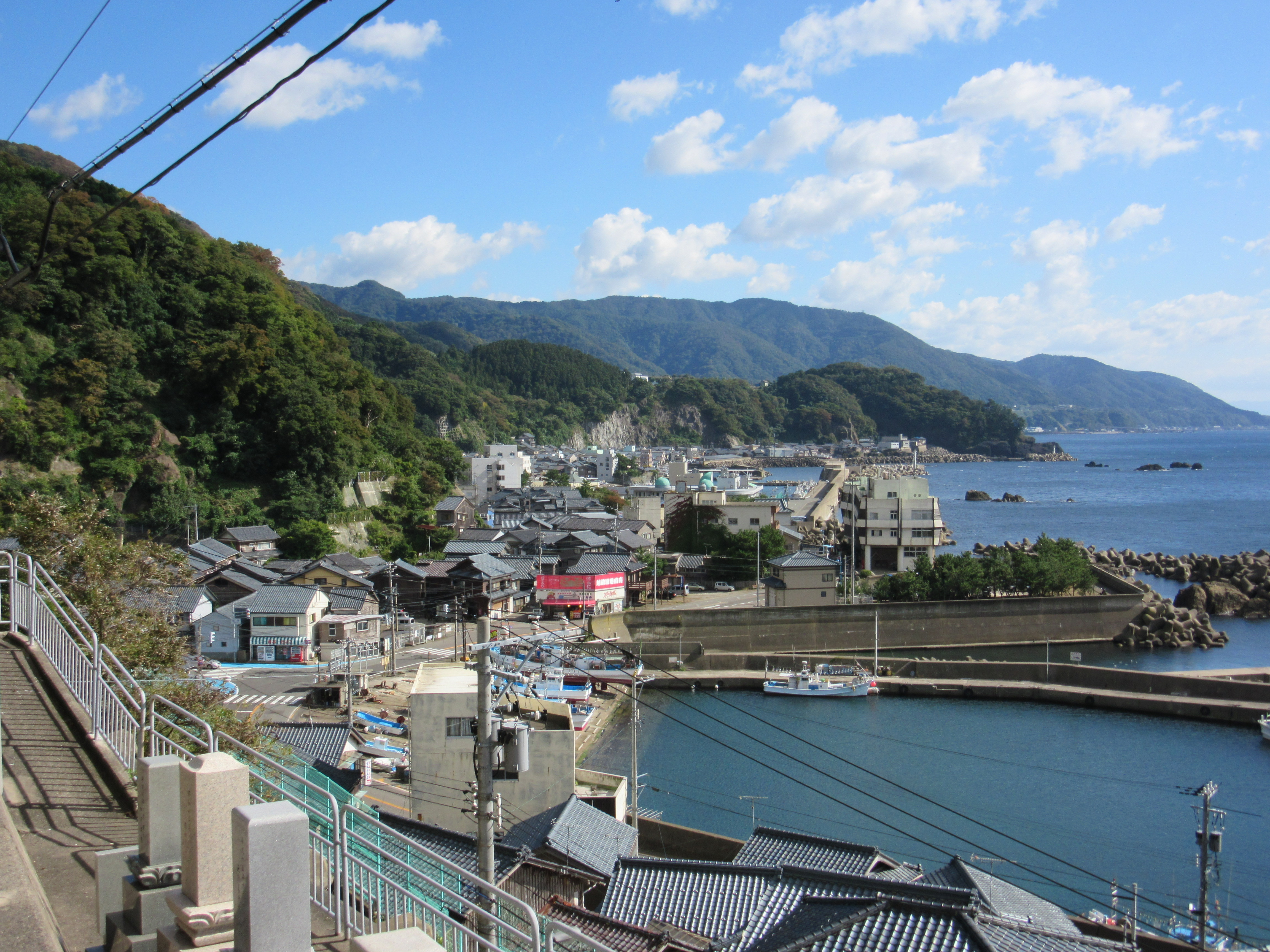
越前町梅浦地区
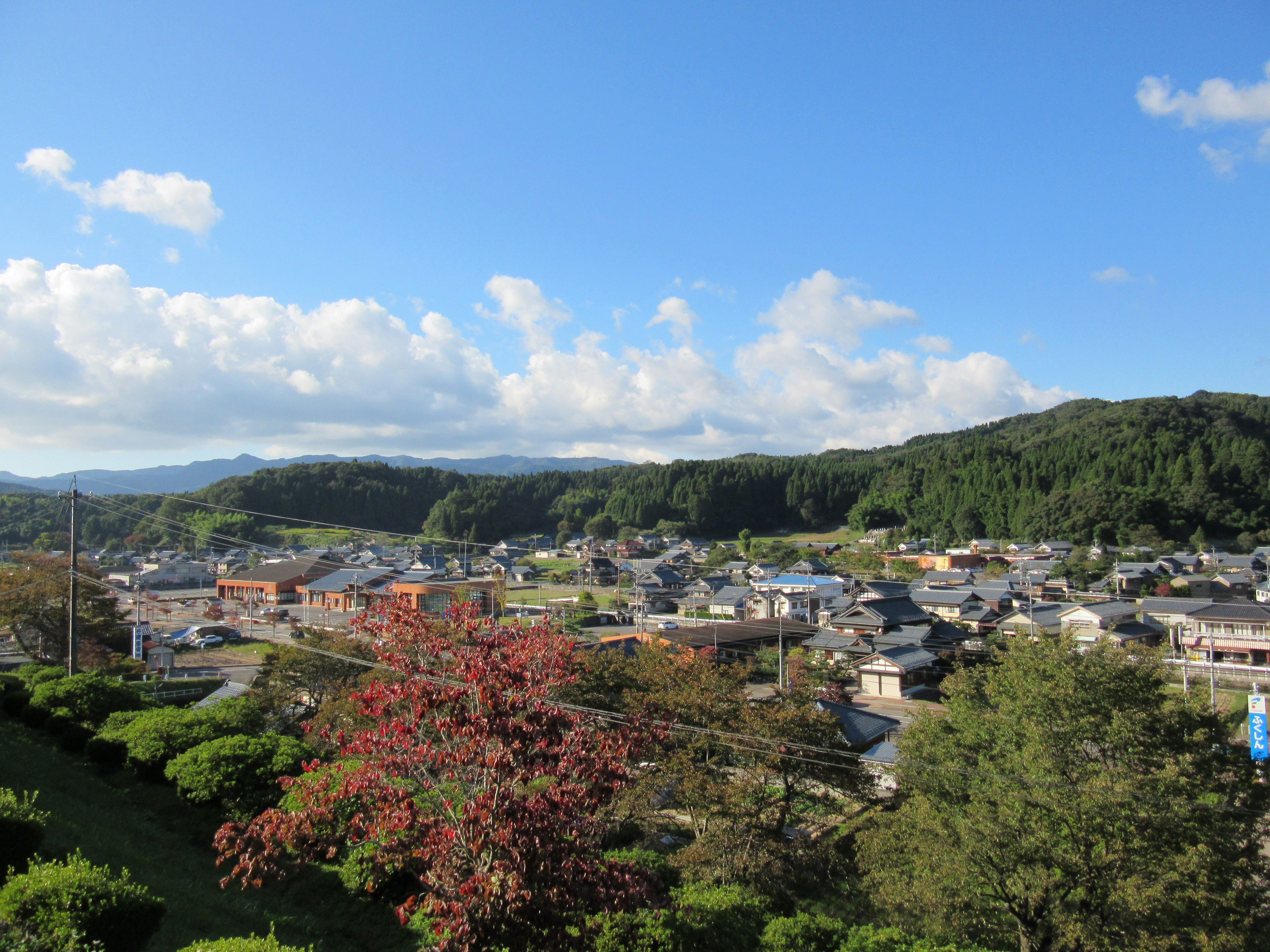
越前町宮崎地区
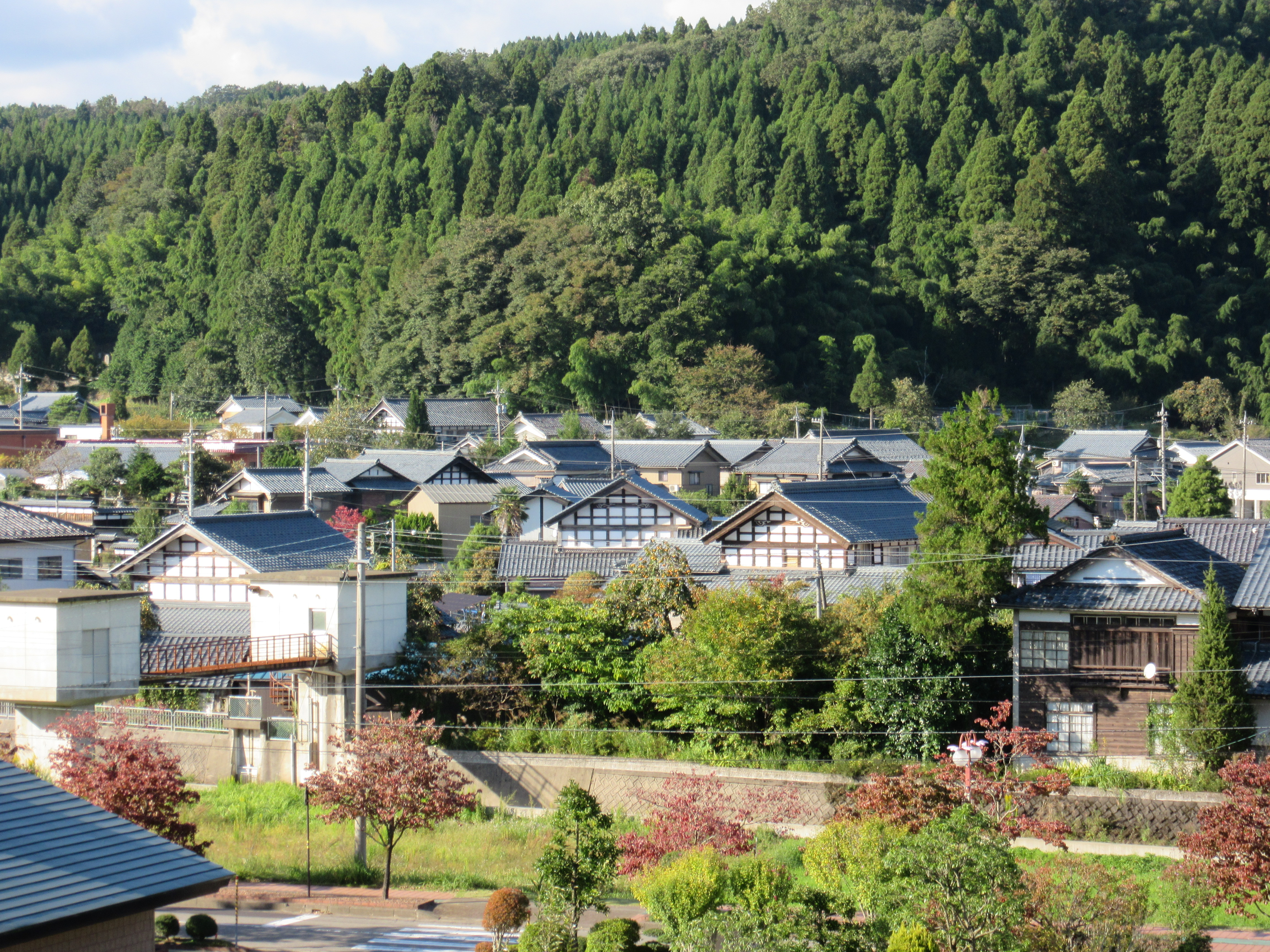
越前町宮崎の切妻屋根群
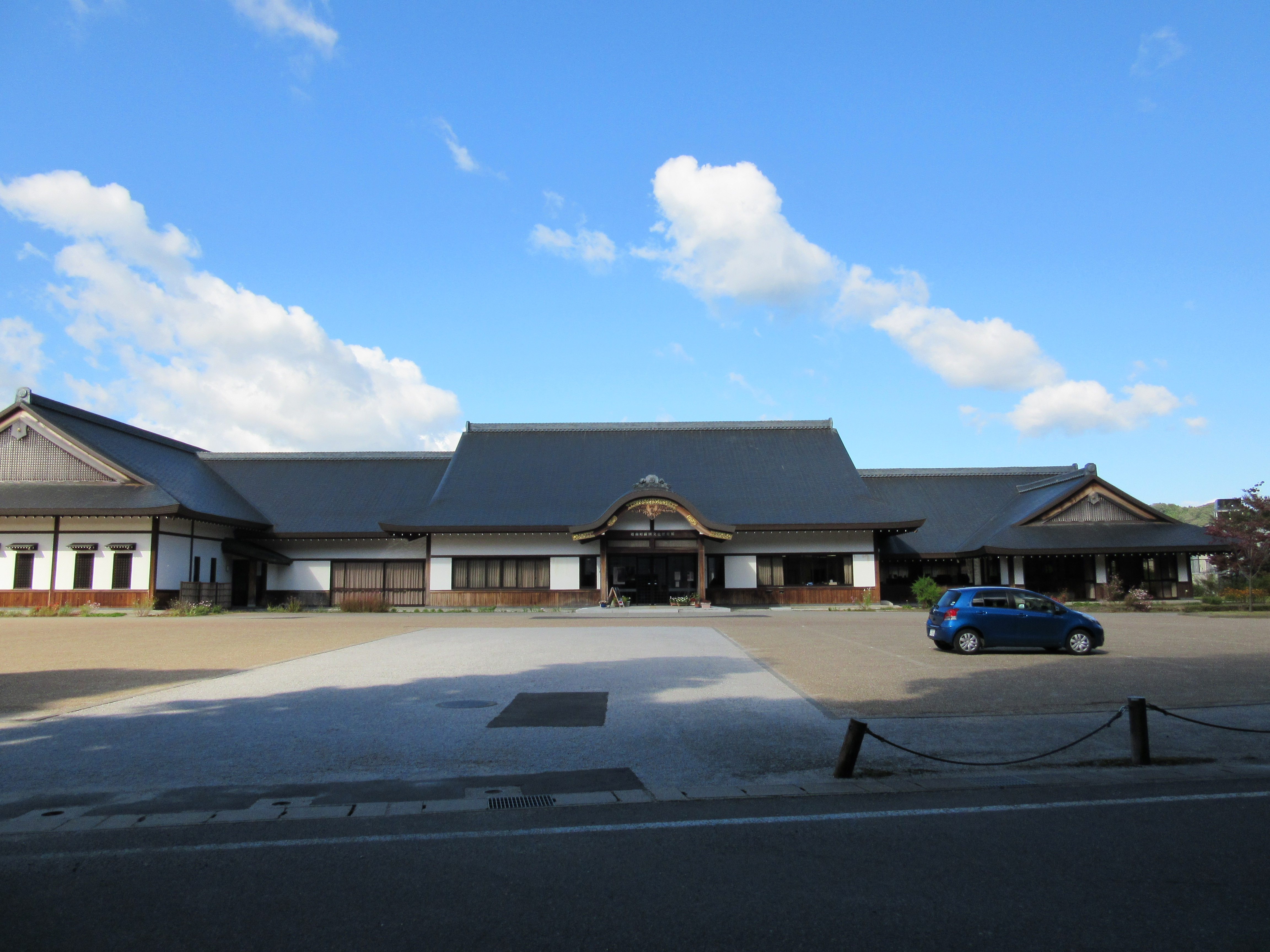
織田文化歴史館
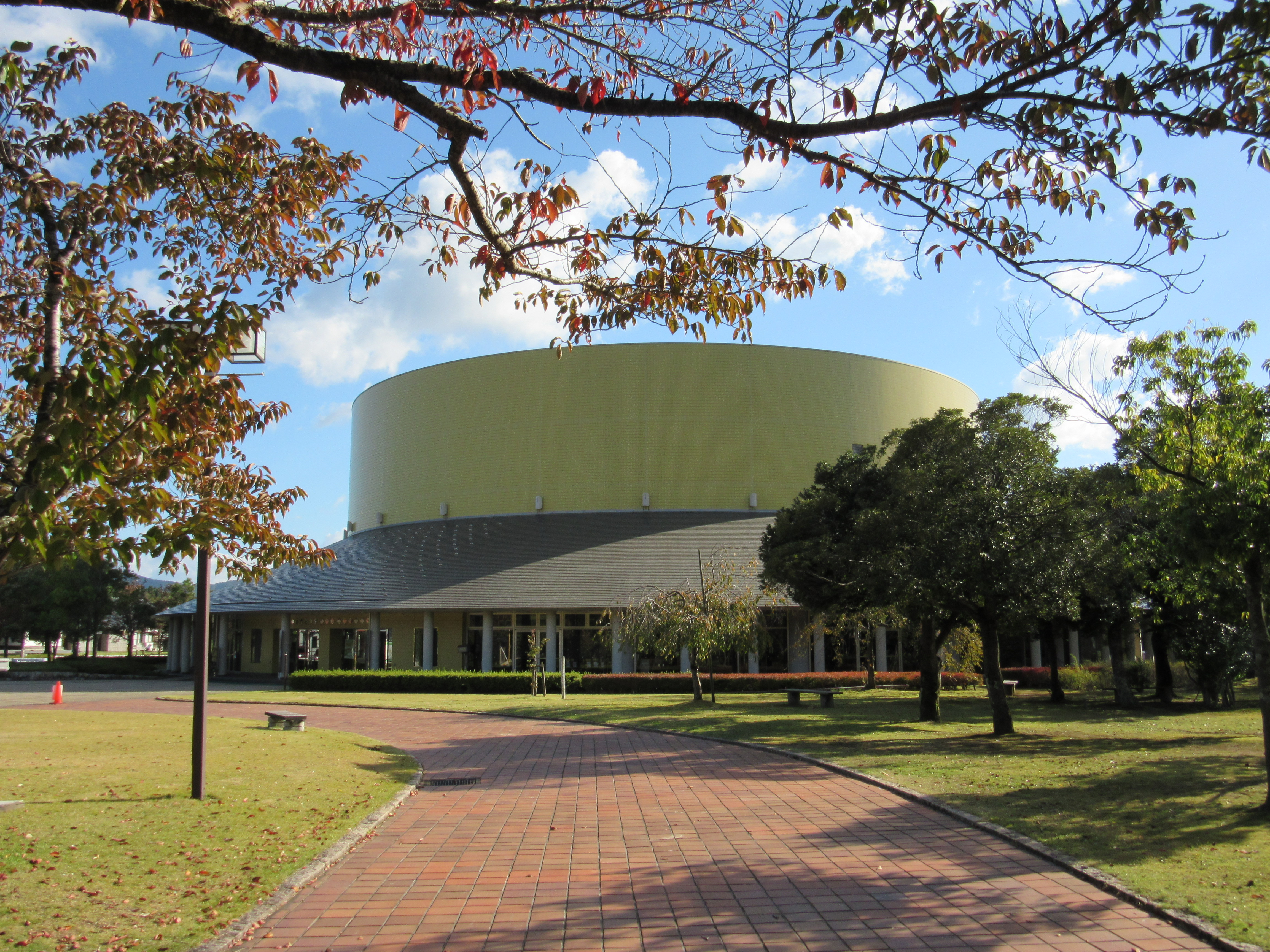
越前陶芸村・文化交流会館
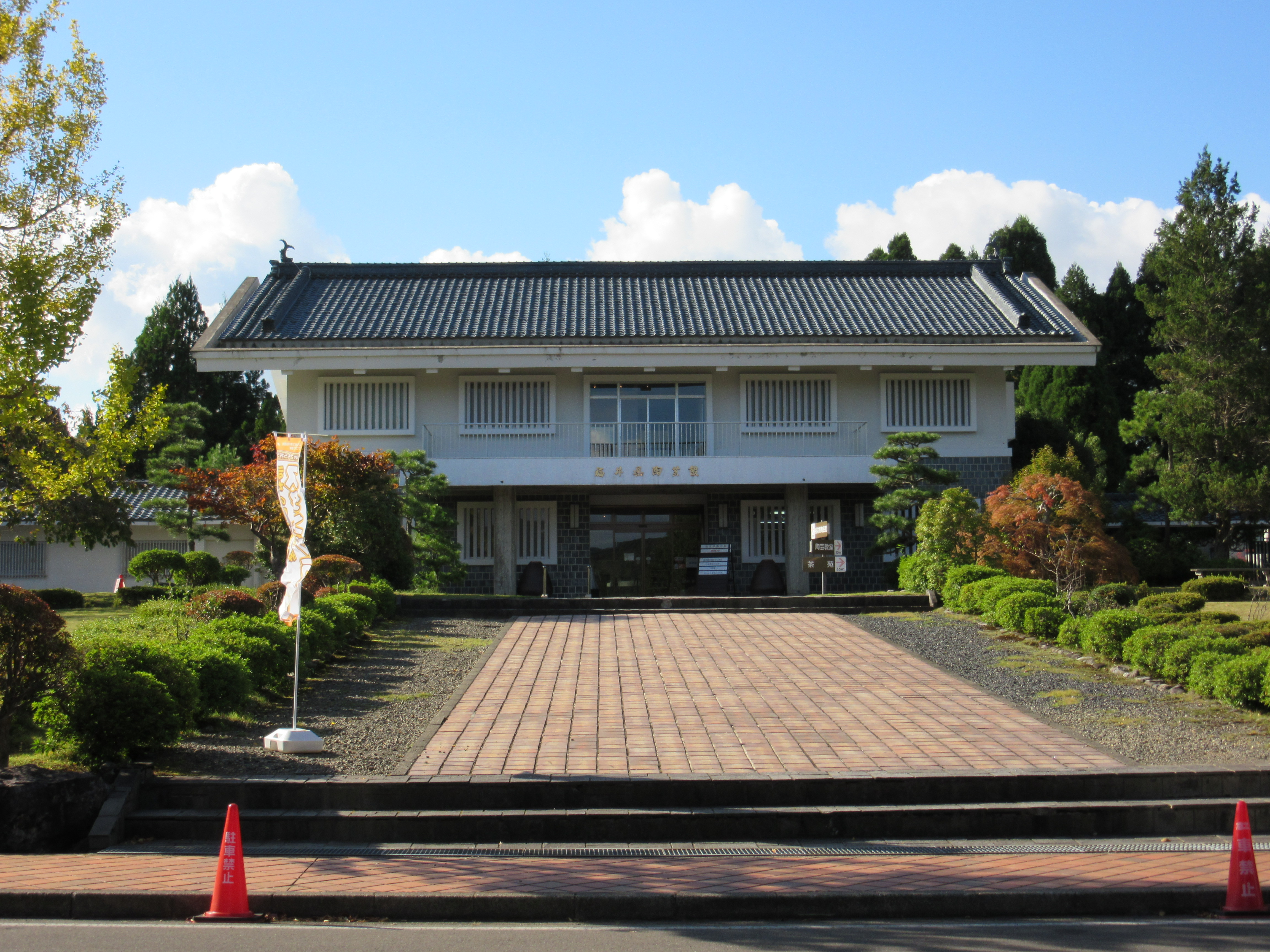
越前陶芸村・福井県陶芸館

## 地理

### 地形
日本海に面し、西端の越前岬より南側は若狭湾に属する。その断崖の海岸が続く越前地区の東に標高500m前後の丹生山地を隔てて独立した盆地となっている織田地区があり、ここから川の下流へ進むと谷間の宮崎地区を経て、朝日地区の東端部にある役場周辺は鯖江盆地と一体の平坦地となっている。

#### 山岳
主な山
- 越知山
- 城山

#### 河川
主な川
- 天王川
- 越知川

### 地域

#### 飛地
越前町役場周辺には飛地が多数存在する。中には家1軒分だけの面積の飛地や、飛地の中にさらに別の飛地が存在した状態になっている場所もある。

### 人口
| |                                        |  |
| 越前町と全国の年齢別人口分布（2005年） | 越前町の年齢・男女別人口分布（2005年） |  |
| ■紫色 ― 越前町 ■緑色 ― 日本全国 | ■青色 ― 男性 ■赤色 ― 女性              |  |
| 越前町（に相当する地域）の人口の推移 \| 1970年（昭和45年） \| 25,641人 \| \| \| 1975年（昭和50年） \| 25,752人 \| \| \| 1980年（昭和55年） \| 25,992人 \| \| \| 1985年（昭和60年） \| 26,128人 \| \| \| 1990年（平成2年） \| 25,448人 \| \| \| 1995年（平成7年） \| 25,158人 \| \| \| 2000年（平成12年） \| 25,017人 \| \| \| 2005年（平成17年） \| 23,995人 \| \| \| 2010年（平成22年） \| 23,160人 \| \| \| 2015年（平成27年） \| 21,538人 \| \| \| 2020年（令和2年） \| 20,118人 \| \| |                                        |  |
| 総務省統計局 国勢調査より |                                        |  |
| 1970年（昭和45年） | 25,641人                               |  |
| 1975年（昭和50年） | 25,752人                               |  |
| 1980年（昭和55年） | 25,992人                               |  |
| 1985年（昭和60年） | 26,128人                               |  |
| 1990年（平成2年） | 25,448人                               |  |
| 1995年（平成7年） | 25,158人                               |  |
| 2000年（平成12年） | 25,017人                               |  |
| 2005年（平成17年） | 23,995人                               |  |
| 2010年（平成22年） | 23,160人                               |  |
| 2015年（平成27年） | 21,538人                               |  |
| 2020年（令和2年） | 20,118人                               |  |

#### 健康
- 平均年齢 51.2歳（2020年国勢調査）

### 隣接自治体
福井県
- 福井市
- 鯖江市
- 越前市
- 南条郡 : 南越前町

## 歴史
- 1955年（昭和30年）3月1日  - 丹生郡四ヶ浦町及び城崎村が合併して、丹生郡越前町が発足する。
- 2005年（平成17年）2月1日 - 丹生郡朝日町、越前町、宮崎村及び織田町が合併して、改めて丹生郡越前町が発足する。

## 政治

### 行政
町章はアルファベットのEをかたどったもので、かつての越前町の町章と異なる。

#### 町長
- 町長：高田浩樹 （前越前町議会議員） 1期目、任期満了 2029年3月12日

#### 役所
- 役場庁舎 本庁舎は町の発足当初より旧朝日町役場を用いていたが、2020年に敷地内の新築庁舎へ建替移転している。宮崎・越前・織田の旧3町村役場は2009年3月まで総合事務所として、同年4月以降はコミュニティセンターとしてその一部に住民サービス室を設置し、各地区における住民窓口サービスの維持を図っている。

宮崎住民サービス室（江波50-80-1 宮崎コミュニティセンター）
越前住民サービス室（道口1-24-1 越前コミュニティセンター）
織田住民サービス室（織田36-1 織田コミュニティセンター）

### 議会

#### 町議会
越前町議会
- 越前町議会：定数14人（任期満了2029年3月12日[1]）

#### 県議会
福井県議会
越前町から選出される福井県議会議員の定数は1議席である。
- 2019年福井県議会議員選挙

#### 国会
衆議院
福井県第2区が選挙区となる。なお、当選挙区の衆議院選挙比例代表区選出議員については、比例北陸信越ブロックを参照のこと。
参議院
福井県選挙区は参議院一人区の1つ。また、現行制度（2001年、第19回参議院議員通常選挙より）の比例区は「参議院比例区」を参照のこと。

## 官公庁

### 裁判所
- 福井地方裁判所武生支部（管轄地：丹生郡・越前町、鯖江市、越前市、南条郡・南越前町、今立郡・池田町）
- 福井家庭裁判所武生支部（管轄地：丹生郡・越前町、鯖江市、越前市、南条郡・南越前町、今立郡・池田町）
- 福井簡易裁判所武生支部（管轄地：丹生郡・越前町、鯖江市、越前市、南条郡・南越前町、今立郡・池田町）

## 施設

### 警察
本部
- 福井県警察 鯖江警察署

交番
- 朝日交番（越前町西田中三丁目：丹生分庁舎内）

駐在所
- 織田駐在所（越前町織田）
- 宮崎駐在所（越前町江波）
- 四ケ浦駐在所（越前町小樟）
- 城崎駐在所（越前町厨）
- 糸生駐在所（越前町下糸生）

### 消防
本部
- 鯖江・丹生消防組合

消防署
- 丹生分署（丹生郡越前町下河原26-13）

分遣所
- 朝日分遣所（丹生郡越前町内郡14-14）
- 越前分遣所（丹生郡越前町道口9-42）

### 郵便局
郵便番号
集配郵便局、[集配区域]、郵便番号の順に記載
- 鯖江郵便局（鯖江市） [朝日地区] 916-01xx
- 織田郵便局 [織田地区、宮崎地区] 916-02xx
- 四箇浦郵便局 [越前地区] 916-03xx、916-04xx

## 対外関係

### 姉妹都市・提携都市

#### 海外
友好都市
- 盈徳郡（大韓民国慶尚北道）

旧・越前町と友好都市提携

#### 国内
姉妹都市
- みやま市（九州地方福岡県）

旧朝日町と旧山門郡瀬高町姉妹町縁組
友好都市
- 西尾市（中部地方 愛知県）

旧朝日町と友好都市提携
提携都市
- 常滑市（中部地方 愛知県）
2012年(平成24年)7月5日 に日本六古窯都市災害時相互応援協定を締結する。

その他
- 織田信長ゆかりの自治体の集まる「織田信長サミット」に旧織田町から引き続いて参加している。

## 経済
主な産業　
- 窯業

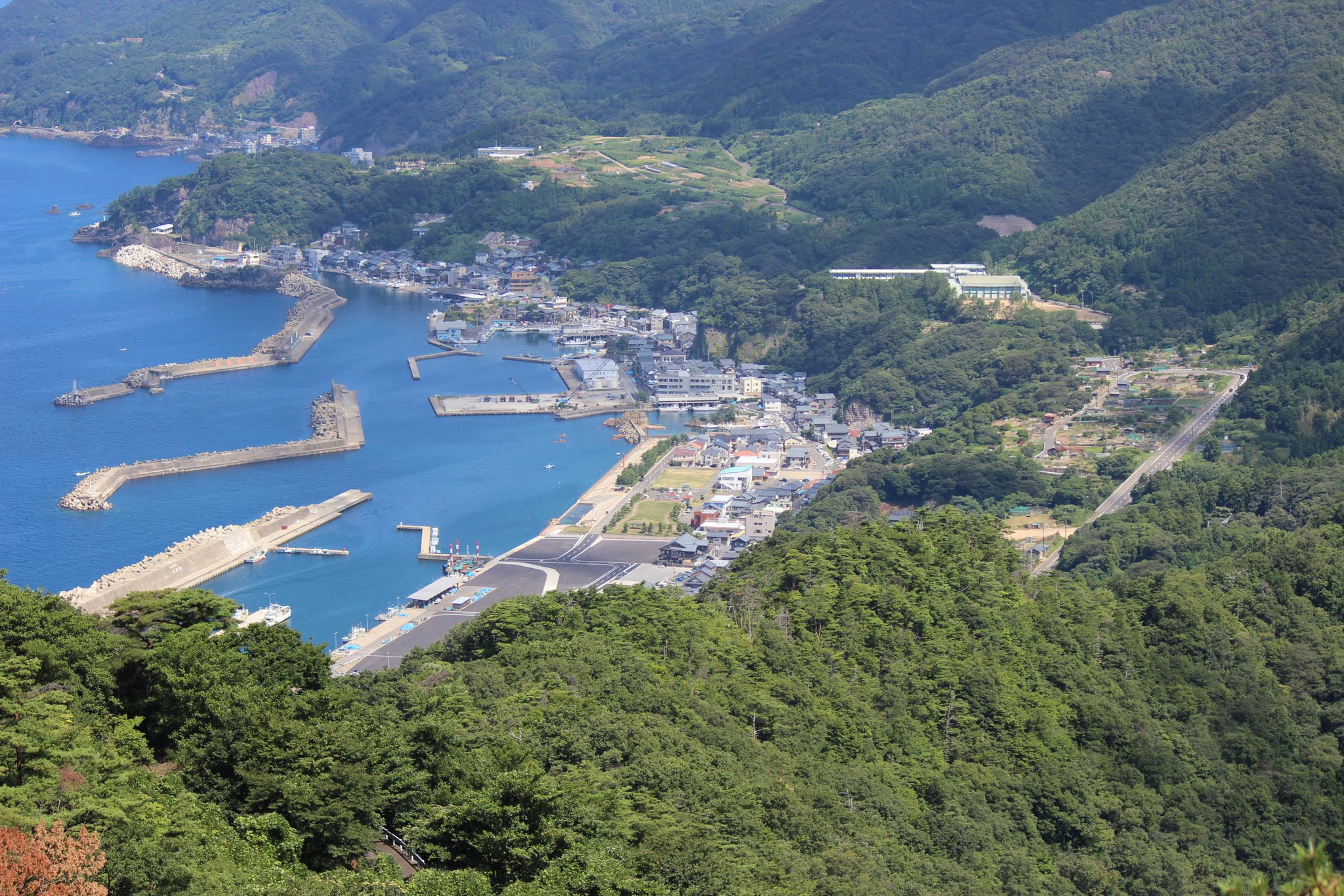
越前漁港

- 漁業では越前がにを水揚げする。特に越前がにはテレビに取り上げられる事が多く大阪の朝日放送→朝日放送テレビ製作の旅サラダの朝一中継では2011年現在で13年連続で中継されている。

産業人口（2005年国勢調査）
- 第一次産業： 996人
- 第二次産業：4,985人
- 第三次産業：6,581人

### 第一次産業

#### 農業
農業協同組合
- 福井県農業協同組合

#### 漁業
主な漁港
- 左右漁港
- 玉川漁港
- 越前漁港
- 茂原漁港
- 白浜（城崎）漁港
- 米ノ浦漁港

### 第二次産業

#### 窯業
- 越前焼

## 生活基盤

### ライフライン

#### 電力
- 北陸電力

#### 電信
- NTT西日本
  - NTT西日本による級局区分は、2級局である。

市外局番
越前町の市外局番は、料金単位区域（武生MA）と同一の範囲を持つ0778で統一されており、以下の区域への通話は市外局番不要かつ市内通話料金が適用される。
- 0778 エリア
  - 鯖江市、越前市、今立郡今立町、池田町、丹生郡越前町、南条郡南越前町
- 町内の市内局番
  - 宮崎地区　32
  - 朝日地区　34
  - 織田地区　36
  - 越前地区　37

## 教育

### 小学校
- 越前町立朝日小学校
- 越前町立糸生小学校
- 越前町立織田小学校
- 越前町立越前小学校
- 越前町立萩野小学校
- 越前町立宮崎小学校

### 中学校
- 越前町立朝日中学校
- 越前町立織田中学校
- 越前町立越前中学校
- 越前町立宮崎中学校

### 高等学校
- 福井県立丹生高等学校

## 交通

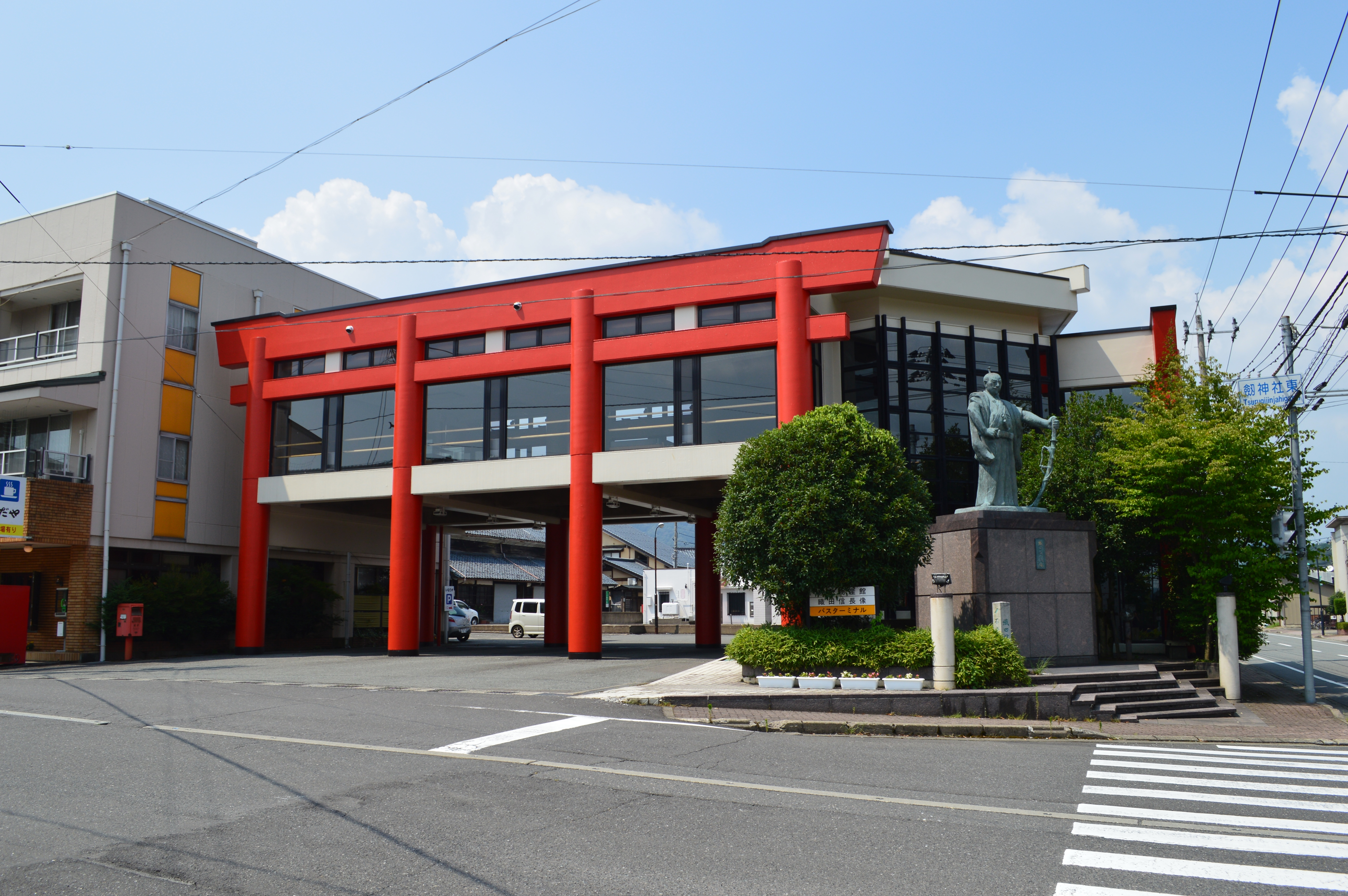
織田バスターミナル

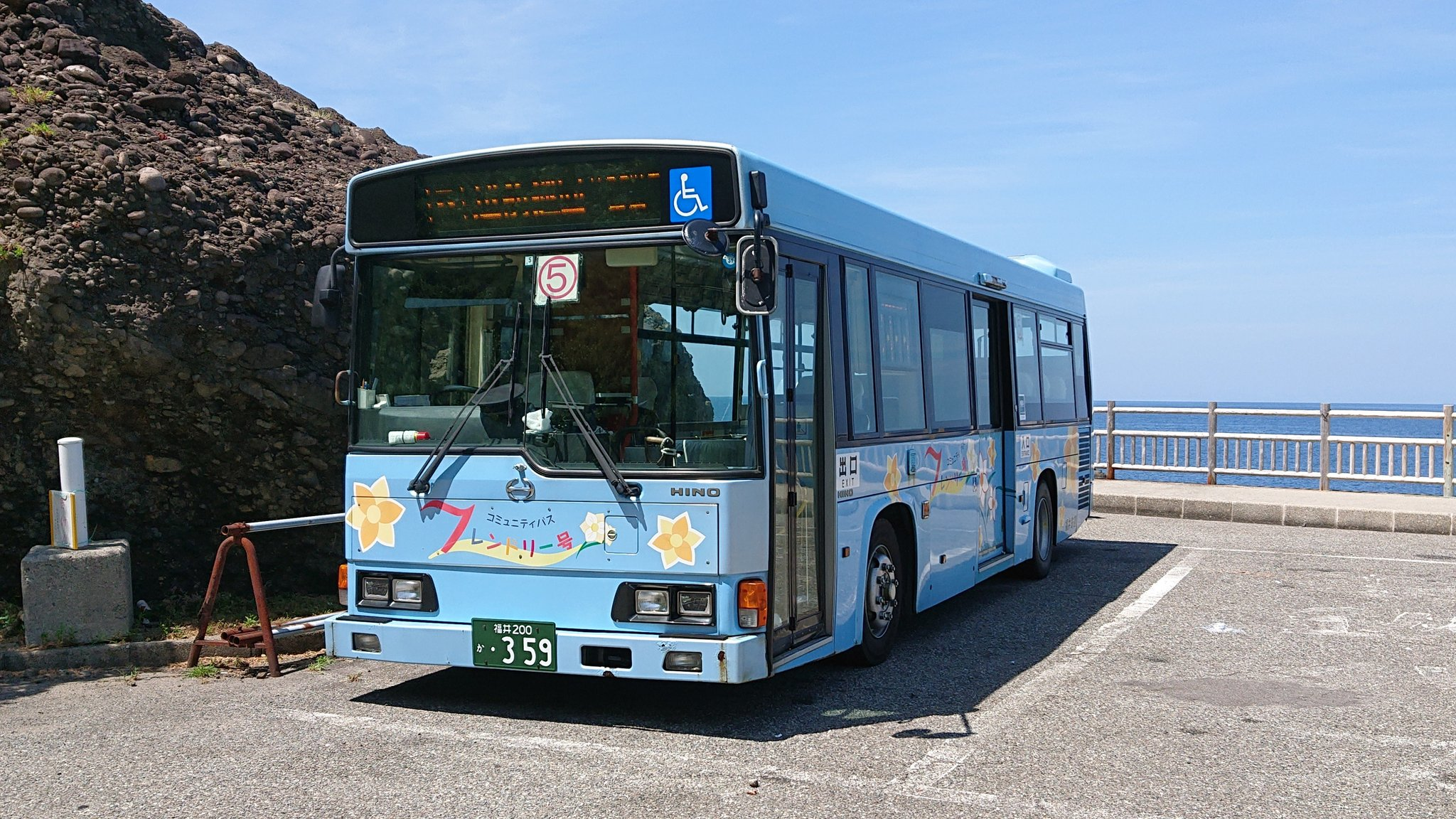
フレンドリー号

### 鉄道

#### 鉄道路線
町内を鉄道路線は通っていない。最寄りは福井鉄道福武線の神明駅。
かつては町内に福井鉄道鯖浦線が通っていたが、1973年（昭和48年）までに全て廃止された。

### バス
主なバスターミナル
- 西田中バスターミナル
- 織田バスターミナル

#### 路線バス
隣接市と越前町との間にたけふ新駅並びに武生駅（越前市）、北鯖江駅並びに神明駅（鯖江市）、福井駅（福井市）からのバス路線がある。
西田中バスターミナルからは、神明駅まで約11分、県庁のある福井駅まで約40分。
- 福井鉄道
- 京福バス
- 越前町コミュニティバス「フレンドリー号」 - 環状ルート右回り、環状ルート左回り、越前地区巡回ルート

#### タクシー
朝日地区は福井市を中心とし鯖江市を含む「福井交通圏」、他の地区は越前市を中心とする「武生交通圏」に属しており、タクシー配車区域が異なるため、予約申込時に注意が必要。
- 福井交通 - 予約制フィーダー交通「ほやほや号」
- 越前町コミュニティバス「フレンドリー号」 - 越前地区乗合ルート（一部デマンド運行）
- 越前町デマンドタクシー「チョイソコえちぜん」 - 区域運行型乗合タクシー
- 丹南地域定額タクシー -  越前海岸へは行きのみ予約可能（帰りは朝日地区・織田地区のみ予約可能で、越前海岸発は対象外）

### 道路

#### 高速道路
高速道路は通っていない。高速道路の最寄は北陸自動車道・鯖江IC。ただし宮崎地区は武生ICが最寄りとなる。

#### 国道
- 国道305号
- 国道365号
- 国道417号

#### 県道
主要地方道
- 福井県道3号福井大森河野線
- 福井県道4号越前宮崎線
- 福井県道6号福井四ヶ浦線
- 福井県道19号武生米ノ線
- 福井県道28号福井朝日武生線

一般県道
- 福井県道104号鯖江織田線
- 福井県道184号別所朝日線
- 福井県道187号寺朝日線
- 福井県道189号青野鯖江線
- 福井県道190号小曽原武生線
- 福井県道212号寺武生線
- 福井県道263号糸生宮崎線
- 福井県道264号越前織田線

#### 道の駅
- 道の駅越前
- 道の駅パークイン丹生ケ丘

## 観光

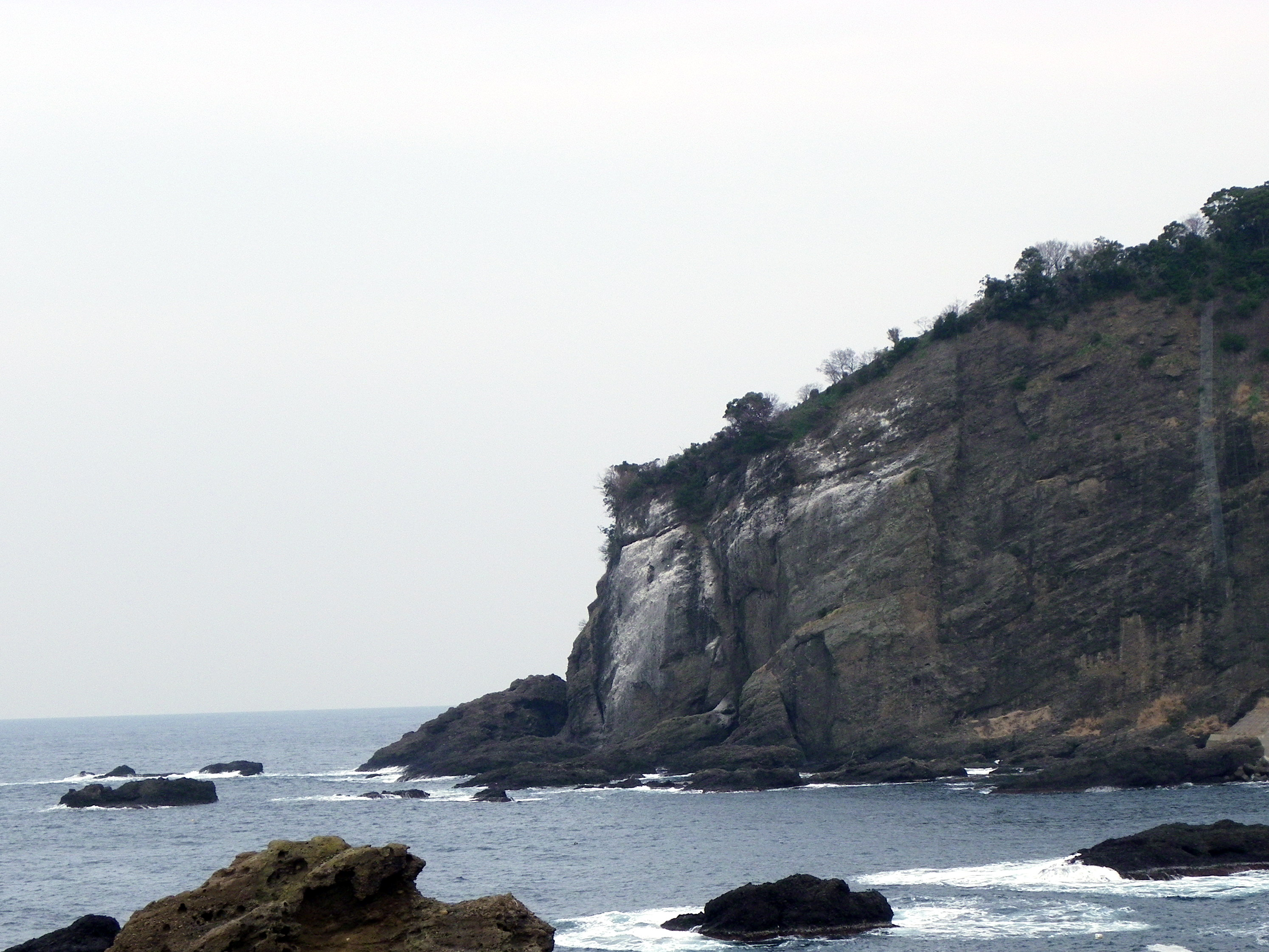
鳥糞岩（左右方面より望む）

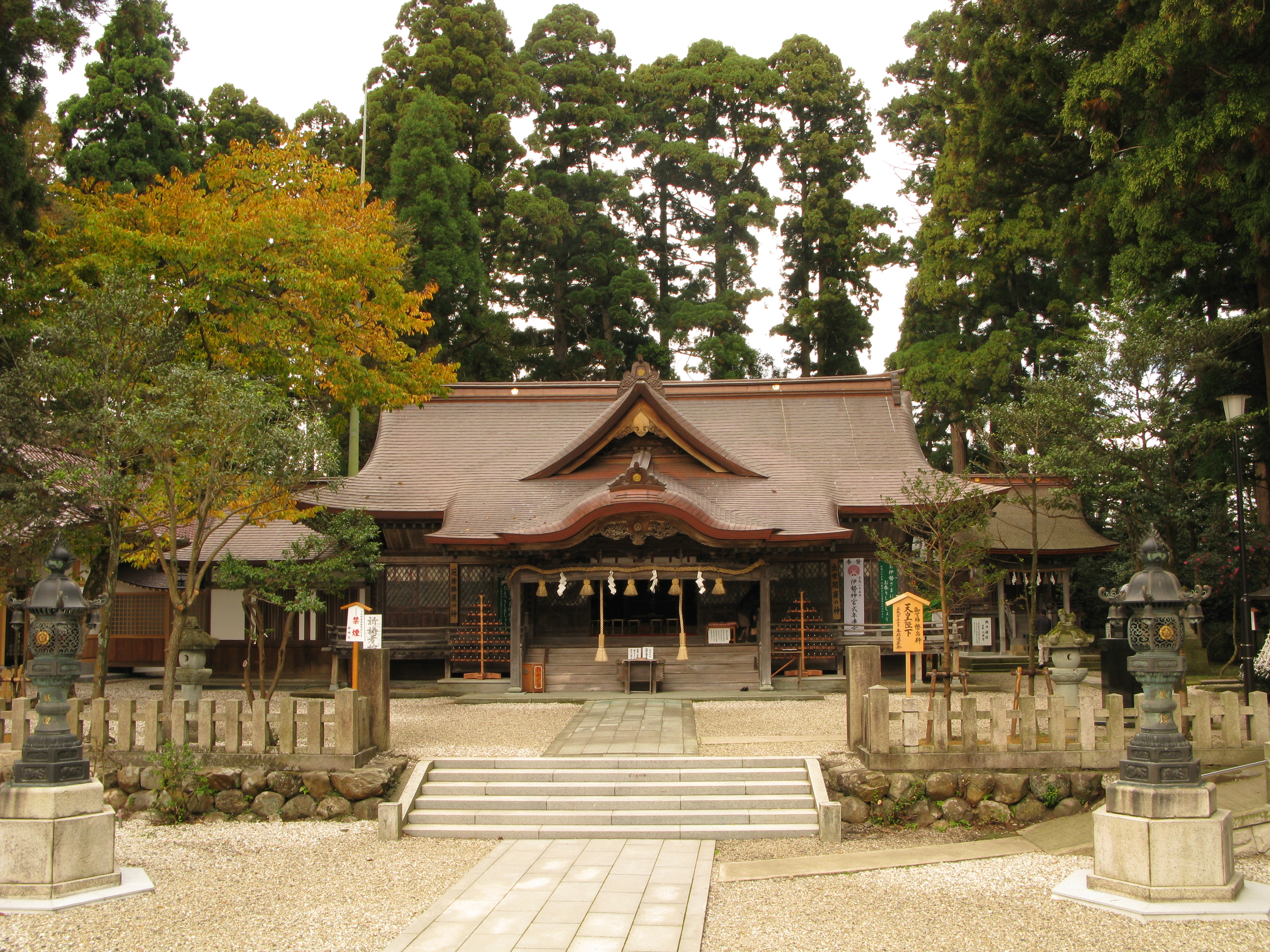
劔神社

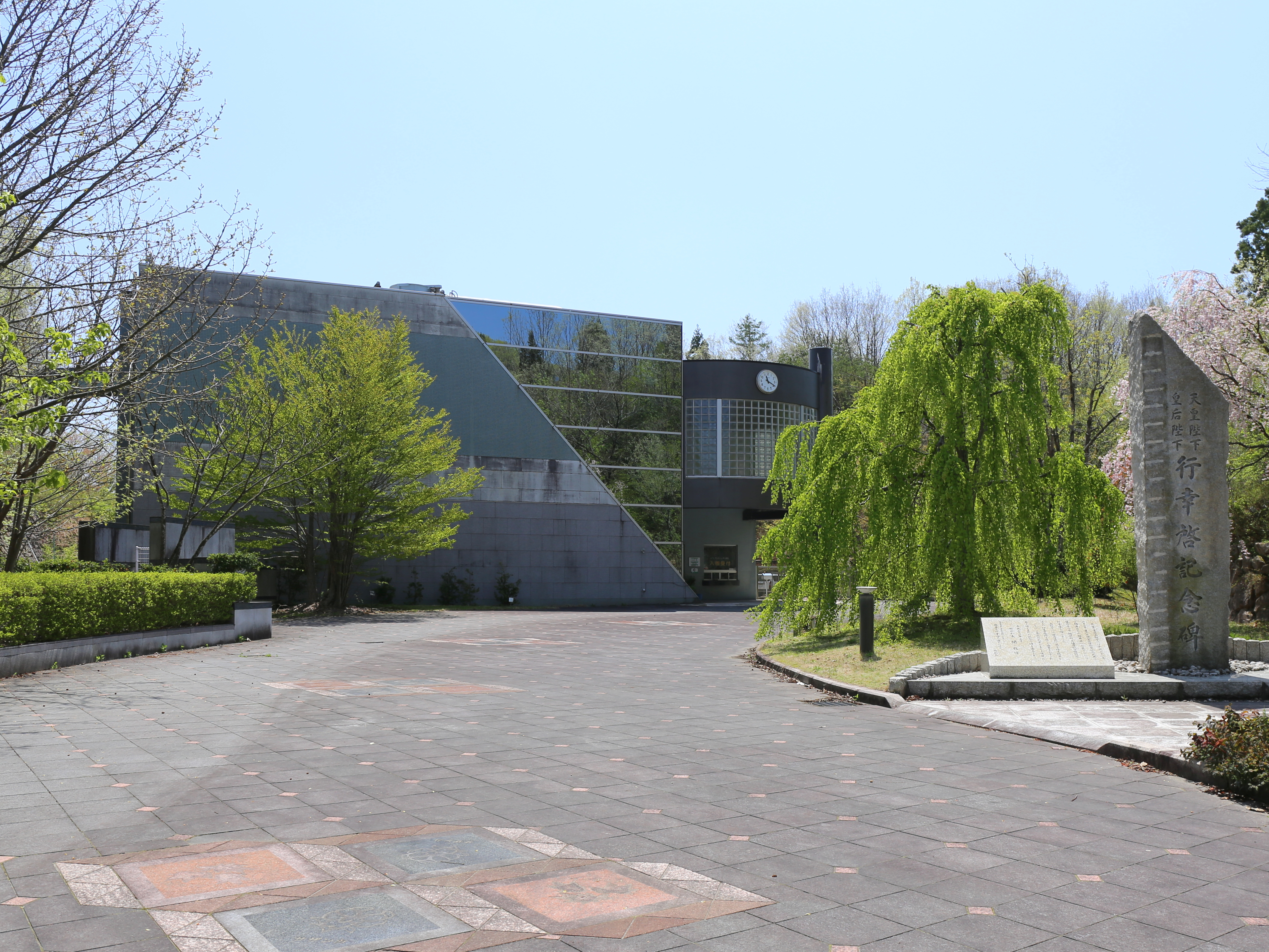
福井総合植物園プラントピア

### 名所・旧跡
主な神社
- 劔神社（越前二宮）

主な寺院
- 大谷寺（重要文化財多数）
- 西光寺跡
- 福通寺
- 玉川観音

主な遺跡
- 朝日山古墳群[2]
- 中古墳群（織田古墳群）

### 観光スポット
- 越前加賀海岸国定公園
  - 呼鳥門
  - 鳥糞岩
  - 越前岬
  - 干飯崎
- 越前岬水仙ランド
- 福井総合植物園プラントピア
- 越前陶芸村[3]
- 越前がにミュージアム
- 織田交流館・雨田光平記念館
- 織田勤労者体育館
- 越前厨温泉
- 越前南部温泉
- 越前玉川温泉
- 花みずき温泉
- 糸生温泉
- 悠久ロマンの杜

## 文化・名物

### 祭事・催事
- 越前陶芸まつり（5月）
- 越前夏まつり（7月）
- あさひまつり（8月）
- O･TA･I･KO響（8月）-　全国各所で見られる東京的な創作和太鼓の祭りである。福井県の伝統的和太鼓ではない。
- 水仙まつり（1月）

### 名産・特産
伝統工芸品
- 越前焼

### スポーツ

#### フィールドホッケー
- ヴェルコスタ福井（HJL）

## 出身関連著名人

### 出身著名人
- 泉徳治（元最高裁判所判事）
- 壁三之助（政治家、元境港市長）
- 内藤豊次（実業家、エーザイ創業者）
- 西川一誠（元福井県知事）
- 助田重義（元衆議院議員
- 西野カイン（芸術家）
- 玉村昇悟（プロ野球選手、広島東洋カープ）
- 若越英雄（元大相撲力士）
- 林明寛（俳優）

### ゆかりのある人物
- 泰澄（奈良時代の僧）- 山で修行したとされる白山信仰の祖。
- 織田信長（武将）- 織田氏（織田一族）発祥の地である。
- 杉原千畝（外交官）- 幼少期の一時期、旧朝日村で過ごした。